# Dumbrava (okręg Bihor)
Dumbrava – wieś w Rumunii, w okręgu Bihor, w gminie Holod. W 2011 roku liczyła 713 mieszkańców.